# Indian Institute of Science

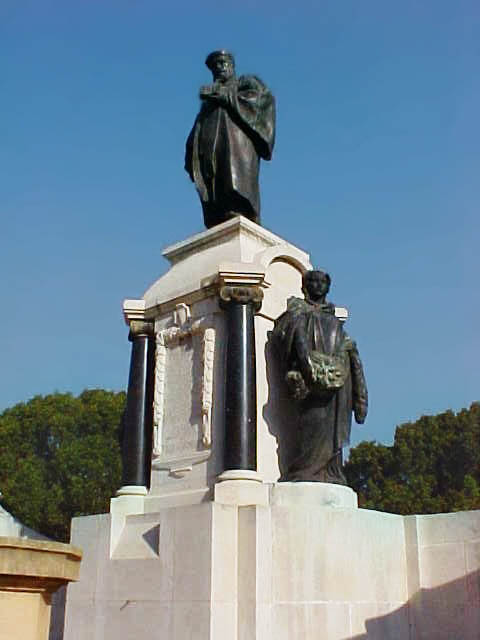
Monumento dedicato a Jamsetji Tata, fondatore dell'istituto

L'Indian Institute of Science (in hindī भारतीय विज्ञान संस्थान, Bhāratīya vijñāna saṃsthāna; in kannada ಭಾರತೀಯ ವಿಜ್ಞಾನ ಸಂಸ್ಥೆ, Bhāratīya vijñāna sansthe; abbreviato in IISc) è un istituto di ricerca indiano situato a Bangalore (Bengaluru).
Offre Ph.D (dottorati) a oltre 2.000 studenti sotto la supervisione di più di 400 membri della facoltà di 48 dipartimenti che vanno dall'ingegneria aerospaziale alla biofisica molecolare.
L'IISc è il migliore in India in termini di produzione di ricerca secondo la rivista Current Science.
È anche prima fra le università indiane e del Sud-Est asiatico nell'"Academic Ranking of World Universities" (classifica mondiale delle università del mondo) condotta dall'SJTU.